# Мартино, Серджо
Серджо Мартино (итал. Sergio Martino) — итальянский режиссёр и сценарист. Родился 19 июля 1938 года.
Подобно многим итальянским режиссёрам в 1970-х годах, Серджо Мартино работал под несколькими псевдонимами (Julian Barry, Martin Dolman, Serge Martin, Christian Plummer, George Raminto) и в самых разных жанрах — мондо, джалло (итальянская разновидность триллера), спагетти-вестерн, приключенческое и «каннибальское кино», фантастика.

## Карьера в кино

### Первые работы, джалло-фильмы
Немаловажное влияние на выбор будущего занятия Мартино оказал его дедушка Дженнаро Мартино — известный итальянский кинодеятель, в своё время участвовавший в создании первого итальянского звукового фильма. Однако первым в кинематограф пришёл старший брат Серджо — Лучано Мартино, который стал продюсером и впоследствии неоднократно сотрудничал со своим младшим братом.
Первоначально Мартино исполнял обязанности ассистента режиссёра. Так, он выступал в качестве второго ассистента режиссёра (в титрах указан не был) при производстве фильма «Плеть и тело» Марио Бава. В дальнейшем Мартино помогал своему брату в продюсировании, а также писал сценарии, пока в 1969 году не состоялся его режиссёрский дебют — на экраны вышла мондо-картина «Мир секса». Годом ранее Мартино на съёмках немецкой секс-драмы «Обнаженная Бовари» познакомился с юной актрисой Эдвидж Фенек, которая исполнила главную роль в его первом джалло-фильме 1971 года «Странный порок госпожи Уорд». Именно при съёмках данного фильма сформировался целостный костяк съёмочной группы — Серджо Мартино (режиссёр), Лучано Мартино (продюсер) и Эрнесто Гастальди (сценарист). Картина имела успех, и в дальнейшем последовали ещё несколько джалло — «Хвост скорпиона» 1971 года, который был основан на рассказе «Чёрный кот» Эдгара По, «Твой порок — это закрытая комната, и только я обладаю ключом к ней», «Все оттенки тьмы» (оба 1972 года) и «Торсо» 1973 года. Картины зарекомендовали Мартино как стильного режиссёра и прочно впечатали его имя в историю джалло-фильма. Среди некоторых критиков существовало даже мнение, что джалло-фильмы Мартино оказали некоторое влияние на самого Дарио Ардженто, в частности, на такие его фильмы, как «Кроваво-красное» и «Суспирия».

### Конец 1970-х — начало 1980-х годов
Со спадом зрительского спроса на джалло-фильмы Мартино переключился на производство криминальных фильмов и эротических комедий. Хотя также в 1977 году снимает спагетти-вестерн «Манная» со звездой итальянских полицейских боевиков Маурицио Мерли. В 1978 году Мартино снимает каннибальский фильм ужасов «Бог людоедов» с Урсулой Андрес в главной роли. Год спустя следуют «Остров чудовищ» и «Река большого крокодила» — фильмы ужасов, повествующие о животных-убийцах (в первом случае в качестве таковых были представлены мутировавшие люди). В 1983 году выходит постапокалиптический боевик «2019: После падения Нью-Йорка».

### 1990-е года, работа для телевидения
Под конец 1980-х годов и в течение всех 1990-х Мартино в основном работал для телевидения.

## Избранная фильмография
| Год       | Русское название                                                              | Оригинальное название фильма                               | Кто                                             |
| --------- | ----------------------------------------------------------------------------- | ---------------------------------------------------------- | ----------------------------------------------- |
| 1992      | Подглядывая за Мариной                                                        | Spiando Marina                                             | Режиссёр                                        |
| 1986      | Пако — боевая машина смерти                                                   | Vendetta dal futuro                                        | Режиссёр                                        |
| 1985—1986 | Охотники за шедеврами                                                         | Caccia al Ladro d’Autore                                   | Режиссёр (4 серии)                              |
| 1983      | После падения Нью-Йорка                                                       | 2019: After the Fall of New York                           | Режиссёр                                        |
| 1980      | Сахар, мед и перец (англ.)                                                    | Zucchero, miele e peperoncino                              | Режиссёр                                        |
| 1980      | Жена в отпуске... любовница в городе                                          | La moglie in vacanza... l'amante in città                  | Режиссёр                                        |
| 1979      | Река большого крокодила                                                       | Il Fiume del grande caimano                                | Режиссёр                                        |
| 1979      | Остров чудовищ                                                                | L' Isola degli uomini pesce                                | Режиссёр                                        |
| 1978      | Бог людоедов                                                                  | Mountain Of The Cannibal God                               | Режиссёр                                        |
| 1977      | Манная                                                                        | Mannaja                                                    | Режиссёр                                        |
| 1975      | Подозрительная смерть несовершеннолетней                                      | Morte Sospetta Di Una Minorenne                            | Режиссёр, сценарист                             |
| 1975      | Последний выстрел                                                             | La polizia accusa: il Servizio Segreto uccide              | Режиссёр                                        |
| 1973      | Торсо                                                                         | I corpi presentano tracce di violenza carnale Torso        | Режиссёр                                        |
| 1972      | Все оттенки тьмы                                                              | Tutti i colori del buio                                    | Режиссёр                                        |
| 1972      | Твоя ошибка — запертая комната, а ключ есть только у меня (Глаз чёрного кота) | Il tuo vizio è una stanza chiusa e solo io ne ho la chiave | Режиссёр                                        |
| 1971      | Странный порок госпожи Уорд                                                   | The Strange Vice of Mrs. Wardh                             | Режиссёр                                        |
| 1971      | Хвост скорпиона                                                               | The Case Of The Scorpion’s Tail                            | Режиссёр                                        |
| 1970      | Аризона Кольт возвращается                                                    | Arizona si scatenò… e li fece fuori tutti                  | Режиссёр                                        |
| 1969      | Мир секса                                                                     | Mille peccati… nessuna virtù                               | Режиссёр                                        |
| 1963      | Плеть и тело                                                                  | La frusta e il corpo                                       | Второй ассистент режиссёра (в титрах не указан) |